# Naturschutzgebiet Ladebower Moor
Koordinaten: 54° 6′ 48,5″ N, 13° 24′ 59,9″ O

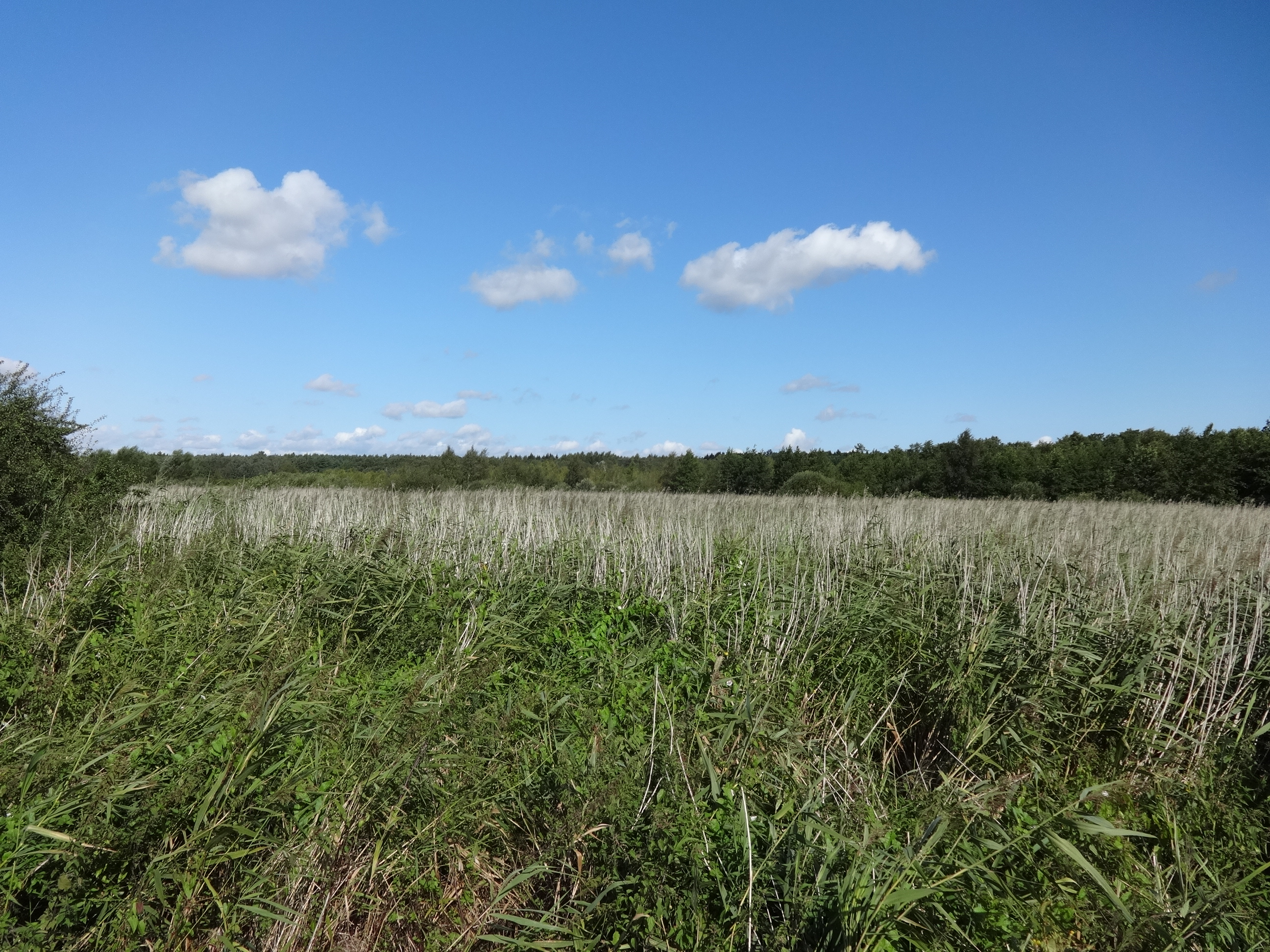
Südlicher Rand des Naturschutzgebietes

Das Naturschutzgebiet Ladebower Moor ist ein 133 Hektar umfassendes Naturschutzgebiet zwei Kilometer nördlich der Stadt Greifswald in Mecklenburg-Vorpommern.
Die Unterschutzstellung zum 24. November 1997 hat zum Ziel, ein küstennahes, stark ausgetorftes Durchströmungsmoor mit angrenzenden Trockenstandorten zu erhalten. Der aktuelle Gebietszustand wird als gut eingeschätzt, nachdem Entwässerungsgräben im Jahr 1993 verschlossen wurden. Das Gebiet darf nicht betreten werden. Angrenzende Wege ermöglichen Einblicke.

## Geschichte
Das Gebiet entstand als Toteisloch vor über 10.000 Jahren. Das tauende Eis hinterließ eine Wasserfläche, die anschließend mit einem bis zu drei Meter mächtigen Durchströmungsmoor versumpfte. Wasser strömte aus der nördlich angrenzenden Endmoräne in das Moor, höhere Lagen wurden mit Flugsanden überlagert.
Die Schwedische Matrikelkarte von 1697 zeigt ein morastiges Weideland. Die im westlichen Teil liegenden Hartmannschen Teiche gehen auf Torfstiche zurück. Der Name stammt vom letzten Pächter der Flächen. Der Torf wurde ab Anfang des 19. Jahrhunderts in der nahe gelegene Greifswalder Saline und später in einer Ziegelei genutzt. Zu DDR-Zeiten dienten die Teiche als Fischaufzuchtgewässer. Das Gebiet wurde über Gräben mit einem Schöpfwerk zum Ryck entwässert. Im trockeneren nördlichen Gebietsteil erfolgte Kiesabbau und Ackernutzung. Im Rahmen der Renaturierung wurden im Jahr 1993 die Gräben verschlossen, wodurch die Wasserstände stark anstiegen. Die nördlichen Flächen werden seit 1994 wieder beweidet, nachdem sie zuvor jahrzehntelang brach lagen.

## Pflanzen- und Tierwelt
Die Hartmannschen Teiche werden von Schilfröhrichten umgeben. Vereinzelt finden sich Orchideen wie das Breitblättriges Knabenkraut, außerdem Sumpf-Schafgarbe, Gelbsegge, Fuchs-Segge, Moor-Labkraut, Gewöhnlicher Wassernabel, Knäuel-Binse und Schneide. Es schließt ein Erlenbruchwald an mit Moor-Birke und Weiden. Zwischen den Torfstichen siedelt noch die ursprüngliche Moorvegetation mit Torfmoosen, Rundblättrigem Sonnentau, Färber-Scharte und Teufelsabbiss. Das Feuchtgrünland wird von Pfeifengraswiesen eingenommen, welches in höhere Lagen in Magerrasen übergeht.
Mit der Aufwertung des Standortes durch die Wiedervernässung 1993 brüten wieder Kiebitz, Bekassine, Rotschenkel, Wachtelkönig und Tüpfelralle. Insgesamt wurden seitdem 79 Brutvogelarten festgestellt. Die Zitronenstelze ist eine deutschlandweite Besonderheit. Der Fischotter jagt im Gebiet.